# Hoàng Đình Toàn
Hoàng Đình Toàn (sinh ngày 20 tháng 8 năm 1958) là thẩm phán cao cấp người Việt Nam. Ông từng là Chánh án Tòa án nhân dân tỉnh Bắc Kạn (2013-2018).

## Tiểu sử
Hoàng Đình Toàn sinh ngày 20 tháng 8 năm 1958, quê quán tại xã Cổ Loa, huyện Đông Anh, thành phố Hà Nội.
Ông có bằng Cử nhân Luật.
Năm 2013, Hoàng Đình Toàn là Giám đốc Sở Tư pháp tỉnh Bắc Kạn.
Từ tháng 10 năm 2013, Hoàng Đình Toàn giữ chức vụ Chánh án Tòa án nhân dân tỉnh Bắc Kạn.
Năm 2018, Hoàng Đình Toàn là Tỉnh ủy viên Tỉnh ủy Bắc Kạn, Bí thư Ban cán sự Đảng Tòa án nhân dân tỉnh Bắc Kạn, Thẩm phán cao cấp, Chánh án Tòa án nhân dân tỉnh Bắc Kạn.
Ngày 31 tháng 8 năm 2018, Hoàng Đình Toàn được trao Huy hiệu 30 năm tuổi Đảng Cộng sản Việt Nam.
Từ ngày 1 tháng 9 năm 2018, Hoàng Đình Toàn nghỉ chế độ hưu trí theo Quyết định số 1007/QĐ-TCCB của Chánh án Tòa án nhân dân tối cao Việt Nam Nguyễn Hòa Bình. Thay thế ông là Phó Chánh án Lương Văn Cường.